# Yullandria kakadu
Yullandria kakadu är en insektsart som beskrevs av Rentz, D.C.F. 2001. Yullandria kakadu ingår i släktet Yullandria och familjen vårtbitare. Inga underarter finns listade i Catalogue of Life.